# Basket Femminile Le Mura Lucca 2008-2009
Questa voce raccoglie le informazioni riguardanti il Basket Femminile Le Mura Lucca nelle competizioni ufficiali della stagione 2008-2009.

## Stagione
La stagione 2008-2009 del Basket Femminile Le Mura Lucca è stata la prima disputata in Serie A2.
La società lucchese è arrivata seconda nel Girone Nord e ha perso la finale promozione.

## Verdetti stagionali
Competizioni nazionali
- Serie A2:

stagione regolare: 2º posto su 14 squadre (23-3);
play-off: eliminato in finale da Cavezzo (5-3).
- Coppa Italia di Serie A2:

Semifinale persa contro Pontedera.

## Rosa
| N° | Naz.                | Ruolo | Sportivo               | Anno | Alt. |  |
| -- | ------------------- | ----- | ---------------------- | ---- | ---- |  |
| 4  | Italia (bandiera)   | PG    | Chiara Consolini       | 1988 | 182  |  |
| 5  | Italia (bandiera)   | P     | Agnese Soli            | 1987 | 168  |  |
| 6  | Italia (bandiera)   | C     | Sara Giambastiani      | 1983 | 183  |  |
| 7  | Italia (bandiera)   | P     | Rossana Sciandra       | 1982 | 172  |  |
| 8  | Lituania (bandiera) | C     | Jurga Budryte          | 1981 | 187  |  |
| 9  | Italia (bandiera)   | A     | Federica Bertolucci    | 1985 | 179  |  |
| 11 | Italia (bandiera)   | G     | Gloria Favilla         | 1985 | 176  |  |
| 12 | Italia (bandiera)   | G     | Cristina Mei           | 1985 | 179  |  |
| 13 | Italia (bandiera)   | AP    | Alessandra Visconti    | 1987 | 187  |  |
| 14 | Italia (bandiera)   | G     | Jessica Pescaglini     | 1992 | 170  |  |
| 15 | Italia (bandiera)   | A     | Arianna Zampieri       | 1988 | 183  |  |
| 20 | Italia (bandiera)   | C     | Francesca Franceschini | 1983 | 186  |  |

## Risultati

### Coppa Italia
Final Four di Pontedera:
|  | Semifinali           | Semifinali           | Semifinali           |                      |                     | Finale              | Finale | Finale |  |
|  |                      |                      |                      |                      |                     |                     |        |        |  |
|  | Castellani Pontedera | Castellani Pontedera | 62                   |                      |                     |                     |        |        |  |
|  | Castellani Pontedera | Castellani Pontedera | 62                   |                      |                     |                     |        |        |  |
|  | Le Mura Lucca        | Le Mura Lucca        | 59                   |                      |                     |                     |        |        |  |
|  | Le Mura Lucca        | Le Mura Lucca        | 59                   |                      | Sernavimar Marghera | Sernavimar Marghera | 59     |        |  |
|  |                      |                      |                      |                      | Sernavimar Marghera | Sernavimar Marghera | 59     |        |  |
|  |                      |                      | Castellani Pontedera | Castellani Pontedera | 68                  |                     |        |        |  |
|  | CUS Chieti           | CUS Chieti           | Castellani Pontedera | Castellani Pontedera | 68                  | 55                  |        |        |  |
|  | CUS Chieti           | CUS Chieti           |                      |                      |                     |                     |        |        |  |
|  | Sernavimar Marghera  | Sernavimar Marghera  | 65                   |                      |                     |                     |        |        |  |

#### Semifinale
| Arbitri: | C. Ardone (Pesaro) S. Vassallo (Roma) |

|             |       |             |
| Buzzanca 20 | Punti | 26 Zampieri |